# Tjuvar i farten
Tjuvar i farten (engelska: The Happy Thieves) är en amerikansk dramakomedifilm från 1961 i regi av George Marshall. Filmen är baserad på Richard Condons roman The Oldest Confession. I huvudrollerna ses Rita Hayworth och Rex Harrison.

## Handling
Den älskvärde konsttjuven Jimmy Bourne uppvaktar en rik hertiginna endast för att kunna stjäla en ovärderlig målning ur hennes samling. Men det vill sig inte bättre än att han och hans kollega Eve Lewis själva blir bestulna på sitt nyförvärv. Komplikationerna växer därifrån.

## Rollista i urval
- Rita Hayworth - Eve Lewis
- Rex Harrison - Jimmy Bourne
- Joseph Wiseman - Jean Marie Calbert
- Alida Valli - hertiginnan Blanca
- Grégoire Aslan - Dr. Victor Muñoz
- Virgilio Teixeira - tjurfäktaren Cayetano
- Peter Illing - Mr. Pickett
- Britta Ekman - Mrs. Pickett
- George Rigaud - spansk poliskommissarie
- Gérard Tichy - Antonio, vakt på Prado Museum